# Arnaut Danjuma
Pour les articles homonymes, voir Danjuma et Groeneveld.
Arnaut Danjuma, né le 31 janvier 1997 à Lagos au Nigeria, est un footballeur international néerlandais qui évolue au poste d'avant-centre ou d'ailier gauche au Valence CF.

## Biographie
Arnaut Danjuma naît à Lagos au Nigeria d'un père néerlandais et d'une mère nigériane. Il émigre aux Pays-Bas à l'âge de quatre ans pour s'installer à Oss. Il a un frère et deux sœurs. La famille entière est convertie à l'islam.

### En club
Il fait ses débuts en Ligue des champions le 18 septembre 2018, face au Borussia Dortmund. Titulaire lors de ce match, il est remplacé par Emmanuel Dennis à la 76e minute de la rencontre. Le FC Bruges s'incline sur le score de 0-1 à domicile.

### En équipe nationale
Danjuma est né au Nigeria d'un père néerlandais et d'une mère nigériane, et était éligible pour l'une ou l'autre des équipes nationales,,. Il a été appelé pour la première fois en équipe nationale néerlandaise par Ronald Koeman en octobre 2018. Il a fait ses débuts le 13 octobre lors d'une victoire à domicile 3–0 contre l'Allemagne dans le cadre de la Ligue des nations de l'UEFA, en remplaçant à la 68e minute son ancien coéquipier de Jong PSV Steven Bergwijn. Trois jours plus tard, il a marqué son premier but international pour égaliser lors d'un match amical 1-1 contre les voisins, l'Belgique.
Après près de trois ans sans sélection, Danjuma est revenu dans l'équipe en remplacement de Cody Gakpo. Le 11 octobre 2021, lors d'un match de qualification pour la Coupe du monde 2022 à domicile contre Gibraltar, il est entré en jeu et a marqué lors d'une victoire 6-0. Louis van Gaal ne l'a pas appelé pour le tournoi final au Qatar.

## Statistiques
| Saison                | Club                     | Championnat           | Championnat | Championnat | Coupe nationale | Coupe nationale | Coupe de la Ligue | Coupe de la Ligue | Supercoupe | Supercoupe | Compétition(s) continentale(s) | Compétition(s) continentale(s) | Compétition(s) continentale(s) | Total | Total |
| Saison                | Club                     | Division              | M.          | B.          | M.              | B.              | M.                | B.                | M.         | B.         | Comp.                          | M.                             | B.                             | M.    | B.    |
| 2016-2017             | NEC Nimègue              | Eredivisie            | 16          | 1           | -               | -               | -                 | -                 | -          | -          | -                              | -                              | -                              | 16    | 1     |
| 2017-2018             | NEC Nimègue              | Eerste Divisie        | 28          | 11          | 2               | 2               | -                 | -                 | -          | -          | -                              | -                              | -                              | 30    | 13    |
| Sous-total            | Sous-total               | Sous-total            | 44          | 12          | 2               | 2               | 0                 | 0                 | -          | -          | -                              | -                              | -                              | 46    | 14    |
| 2018-2019             | Club Bruges KV           | Division 1A           | 20          | 5           | 1               | 0               | -                 | -                 | 1          | 0          | C1                             | 2                              | 1                              | 24    | 6     |
| 2019-2020             | Club Bruges KV           | Division 1A           | 1           | 0           | -               | -               | -                 | -                 | -          | -          | C1                             | -                              | -                              | 1     | 0     |
| Sous-total            | Sous-total               | Sous-total            | 21          | 5           | 1               | 0               | 0                 | 0                 | 1          | 0          | -                              | 2                              | 1                              | 25    | 6     |
| 2019-2020             | AFC Bournemouth          | Premier League        | 14          | 0           | -               | -               | 1                 | 0                 | -          | -          | -                              | -                              | -                              | 15    | 0     |
| 2020-2021             | AFC Bournemouth          | Championship          | 33          | 15          | 2               | 2               | 2                 | 0                 | -          | -          | -                              | -                              | -                              | 37    | 17    |
| Sous-total            | Sous-total               | Sous-total            | 47          | 15          | 2               | 2               | 3                 | 0                 | 0          | 0          | -                              | 0                              | 0                              | 52    | 17    |
| 2021-2022             | Villarreal CF            | La Liga               | 23          | 10          | -               | -               | -                 | -                 | -          | -          | C1                             | 11                             | 5                              | 34    | 15    |
| 2022-2023             | Villarreal CF            | La Liga               | 10          | 2           | 2               | 2               | -                 | -                 | -          | -          | C4                             | 5                              | 2                              | 17    | 6     |
| 2022-2023             | Villarreal CF            | La Liga               | 3           | 2           | 0               | 0               | -                 | -                 | -          | -          | -                              | -                              | -                              | 3     | 2     |
| Sous-total            | Sous-total               | Sous-total            | 36          | 14          | 2               | 2               | 0                 | 0                 | 0          | 0          | -                              | 16                             | 7                              | 54    | 23    |
| 2022-2023             | Tottenham Hotspur (prêt) | Premier League        | 9           | 1           | 2               | 1               | -                 | -                 | -          | -          | C1                             | 1                              | 0                              | 12    | 2     |
| 2023-2024             | Everton FC (prêt)        | Premier League        | 14          | 1           | 2               | 0               | 4                 | 1                 | -          | -          | -                              | -                              | -                              | 20    | 2     |
| 2024-2025             | Girona FC (prêt)         | Liga                  | 25          | 2           | 2               | 0               | 0                 | 0                 | -          | -          | C1                             | 7                              | 1                              | 34    | 3     |
| Total sur la carrière | Total sur la carrière    | Total sur la carrière | 196         | 50          | 13              | 7               | 7                 | 1                 | 1          | 0          | -                              | 26                             | 9                              | 243   | 67    |

## Palmarès
Club Bruges KV
- Supercoupe de Belgique
  - Vainqueur en 2018